# Guillermina Cuevas Peña
Guillermina Cuevas Peña es una escritora mexicana. Nació en el estado de Colima. A lo largo de su carrera literaria ha publicado muchas revistas como Cortapacios y La Media Luna. Está considerada dentro del estado como una de las escritoras más importantes en el ámbito local. En 2002 recibió el premio colimense de Narrativa “Gregorio Torres Quintero” por su libro de cuentos Pilar o las espirales del tiempo. En 2007 el Congreso de Colima rindió homenaje en el campo de las letras a Guillermina Cuevas Peña entregándole la presea Griselda Álvarez Ponce de León.  

## Obras
- Ya Floreció la Vainilla (2016)
- Dulce y Prehistorico Animal (2012)
- Apocryphal Blues (2003)
- Pilar o las espirales del tiempo (2002)
- De asperos bordes (1998)
- Del fuego y sus fervores (1996)
- Piel de la Memoria (1995)